# 佐藤天
佐藤 天（さとう たかし、1990年6月9日 - ）は、日本の総合格闘家。東京都新宿区出身。キルクリフFC/TRIBE TOKYO M.M.A所属。

## 来歴
専修大学附属高等学校を卒業後、専修大学経済学部に入学した。学生時代は、体育会柔道部に在籍していた。
TRIBE TOKYO M.M.Aに一般会員で入会するが、ジムの代表である長南亮からすぐにプロ練習への参加を認められる。
2013年10月20日、ジムの代表である長南亮の引退興行にてプロデビューした。
2013年12月31日、パンクラス初参戦となったBayside FIGHT.2でジョー・プロクターと対戦し、肩固めで一本勝ちを収める。
2014年5月11日、PANCRASE 258でのネオブラッド・トーナメント ウェルター級1回戦で川和真と対戦し、チョークスリーパーで一本勝ちを収め決勝に進出。
2014年8月10日、PANCRASE 260でのネオブラッド・トーナメント ウェルター級決勝で林源平と対戦し、TKO勝ちを収め優勝を果たした。
2014年12月31日、DEEP初参戦となったDEEP DREAM IMPACT 2014 〜大晦日SPECIAL〜で秀虎と対戦し、KO勝ちを収める。
2015年3月15日、PANCRASE 265でバイロン・フィリップスと対戦し、3-0の判定勝ちを収める。この勝利によりウェルター級ランキングにランクインされた。
2015年8月9日、PANCRASE 269でウェルター級ランキング4位の高木健太と対戦し、KO負けを喫する。プロ9戦目で初黒星となった。
2016年は怪我のため長期欠場となり、パンクラスのオフィシャル規定によりランク外となる。
2017年4月23日、復帰戦となったPANCRASE 286でのパンクラス対TEAMシカティック 3vs3の先鋒戦でアントン・ラッドマンと対戦し、KO勝ちを収める。この勝利によりウェルター級ランキングに返り咲く。
2017年8月20日、PANCRASE 289でウェルター級ランキング4位の高木健太と再戦し、KO勝ちを収めリベンジに成功する。
2017年12月10日、PANCRASE 292での王座挑戦査定試合で元ウェルター級キング・オブ・パンクラシストの村山暁洋と対戦し、パウンドでTKO勝ちを収める。
2018年7月1日、PANCRASE 297のウェルター級キング・オブ・パンクラス王座決定戦でウェルター級ランキング3位のグライコ・フランサと対戦。3R終盤にはフランサをKO寸前まで追い詰めたが、4Rにリアネイキドチョークを極められ一本負け。王座獲得に失敗した。
2018年10月21日、PANCRASE 300のメインイベントでXFCウェルター級王者のマット・ベイルと対戦し、TKO勝ち。

### UFC
2019年4月27日、UFC初参戦となったUFC Fight Night: Jacaré vs. Hermanssonでベン・ソーンダースと対戦し、左ストレートでダウンを奪いパウンドで2RTKO勝ち。
2019年9月7日、UFC 242: Khabib vs. Poirierでベラル・ムハマッドと対戦し、リアネイキドチョークで3R一本負け。
2020年6月28日、UFC on ESPN: Poirier vs. Hookerでジェイソン・ウィットと対戦し、左ストレートでダウンを奪いパウンドで開始48秒のTKO勝ち。当初はラミズ・ブラヒマイとの対戦が予定されていたが、ブラヒマイのセコンドから新型コロナウィルスの陽性反応が出たため、ウィットとの対戦に変更された。
2020年11月28日、UFC on ESPN: Smith vs. Clarkでキャリア9戦無敗のミゲル・バエザと対戦し、肩固めで2R一本負け。
2022年3月19日、UFC Fight Night: Volkov vs. Aspinallでグンナー・ネルソンと対戦し、0-3の判定負け。怪我で欠場したクラウディオ・シウバの代役を受けての緊急出場であった。
2023年6月7日、UFCからリリースされた。

## 人物・エピソード
- 日本と台湾のハーフ[9][10]。
- 父親が柔道のコーチをしていた影響で自然と柔道を始めた。体力づくりで陸上（走り高跳び）と柔道（小5から大学まで）やっていた。

## 戦績
| 総合格闘技 戦績 | 総合格闘技 戦績 | 総合格闘技 戦績 | 総合格闘技 戦績 | 総合格闘技 戦績 | 総合格闘技 戦績 | 総合格闘技 戦績 |
| --------------- | --------------- | --------------- | --------------- | --------------- | --------------- | --------------- |
| 22 試合         | (T)KO           | 一本            | 判定            | その他          | 引き分け        | 無効試合        |
| 15 勝           | 11              | 2               | 2               | 0               | 0               | 0               |
| 7 敗            | 2               | 3               | 2               | 0               | 0               | 0               |

| 勝敗 | 対戦相手                     | 試合結果                                | 大会名                                                          | 開催年月日     |
| ×    | テンバ・ゴリンボ             | 5分3R終了 判定0-3                       | UFC Fight Night: Dern vs. Hill                                  | 2023年5月20日  |
| ×    | ブライアン・バトル           | 1R 0:44 KO（右ハイキック）              | UFC on ESPN 40: Santos vs. Hill                                 | 2022年8月6日   |
| ×    | グンナー・ネルソン           | 5分3R終了 判定0-3                       | UFC Fight Night: Volkov vs. Aspinall                            | 2022年3月19日  |
| ×    | ミゲル・バエザ               | 2R 4:28 肩固め                          | UFC on ESPN 18: Smith vs. Clark                                 | 2020年11月28日 |
| ○    | ジェイソン・ウィット         | 1R 0:48 TKO（左ストレート→パウンド）    | UFC on ESPN 12: Poirier vs. Hooker                              | 2020年6月28日  |
| ×    | ベラル・ムハマッド           | 3R 1:55 リアネイキドチョーク            | UFC 242: Khabib vs. Poirier                                     | 2019年9月7日   |
| ○    | ベン・ソーンダース           | 2R 1:18 TKO（左ストレート→パウンド）    | UFC Fight Night: Jacaré vs. Hermansson                          | 2019年4月27日  |
| ○    | マット・ベイル               | 2R 3:37 TKO（パウンド）                 | PANCRASE 300                                                    | 2018年10月21日 |
| ×    | グライコ・フランサ           | 4R 1:15 リアネイキドチョーク            | PANCRASE 297 【ウェルター級キング・オブ・パンクラス王座決定戦】 | 2018年7月1日   |
| ○    | 濱岸正幸                     | 1R 0:52 TKO（左ストレート）             | GRANDSLAM 7 - WAY OF THE CAGE -                                 | 2018年3月25日  |
| ○    | 村山暁洋                     | 1R 4:15 TKO（パウンド）                 | PANCRASE 292                                                    | 2017年12月10日 |
| ○    | 高木健太                     | 1R 3:57 TKO（パウンド）                 | PANCRASE 289                                                    | 2017年8月20日  |
| ○    | アントン・ラッドマン         | 1R 3:43 TKO（左ストレート）             | PANCRASE 286                                                    | 2017年4月23日  |
| ○    | エリック・マイケル・フォート | 3分3R終了 判定2-1                       | PANCRASE 273                                                    | 2015年12月13日 |
| ×    | 高木健太                     | 1R 2:27 KO（右ストレート）              | PANCRASE 269                                                    | 2015年8月9日   |
| ○    | 九十九優作                   | 1R 2:09 TKO（ドクターストップ：カット） | DEEP 72 IMPACT                                                  | 2015年5月16日  |
| ○    | バイロン・フィリップス       | 5分3R終了 判定3-0                       | PANCRASE 265                                                    | 2015年3月15日  |
| ○    | 秀虎                         | 1R 4:21 TKO（左ストレート）             | DEEP DREAM IMPACT 2014 〜大晦日SPECIAL〜                        | 2014年12月31日 |
| ○    | 三浦康彰                     | 1R 0:29 KO（右フック）                  | TTF CHALLENGE 03                                                | 2014年11月3日  |
| ○    | 林源平                       | 1R 2:51 TKO（パウンド）                 | PANCRASE 260 【ネオブラッド・トーナメント ウェルター級 決勝】   | 2014年8月10日  |
| ○    | 川和真                       | 3R 2:36 チョークスリーパー              | PANCRASE 258 【ネオブラッド・トーナメント ウェルター級 1回戦】  | 2014年5月11日  |
| ○    | ジョー・プロクター           | 1R 2:31 肩固め                          | Bayside FIGHT.2                                                 | 2013年12月31日 |
| ○    | 谷部翔太郎                   | 5分2R終了 判定3-0                       | TRIBE TOKYO FIGHT 〜長南亮引退興行〜                            | 2013年10月20日 |

## 獲得タイトル
- パンクラス 第20回ネオブラッド・トーナメント ウェルター級 優勝（2014年）[2]